# Ile de Sainte Piastre
Ile de Sainte Piastre är en ö i Algeriet.   Den ligger i provinsen Annaba, i den norra delen av landet, 400 km öster om huvudstaden Alger.